# Willy Martin
Willy Jules Rogier Martin (Roeselare, 20 september 1941) is emeritus hoogleraar, taalkundige, dichter, literair vertaler en essayist.

## Biografie
Martin liep lagere en middelbare school aan het Klein Seminarie in Roeselare en studeerde daarna Germaanse Filologie (Nederlands en Engels) aan de KU Leuven (1960-1964).
Na zijn militaire dienst werd Willy Martin in 1966 benoemd tot medewerker aan het Instituut voor Toegepaste Taalkunde van de KU Leuven. Hij promoveerde in 1970 tot doctor in de Wijsbegeerte en de Letteren (Germaanse Filologie) op een proefschrift getiteld ‘Analyse van een vocabularium met behulp van een computer’, voor die tijd een novum binnen de alfawetenschappen.
Na docentschappen in Leuven en Antwerpen volgde in 1986 de benoeming tot hoogleraar Lexicologie aan de Vrije Universiteit te Amsterdam. Hij publiceerde ruim 250 artikelen en boeken binnen zijn vakgebied, verspreid over diverse domeinen zoals kwantitatieve taalkunde, computerlinguïstiek, lexicologie, lexicografie, terminologie, lexicale variatie in het Nederlands, Afrikaans en frames, en gaf lezingen op diverse nationale en internationale congressen.
Verdere bio- en bibliografische informatie is te vinden in:
- W. Smedts, ABC van de CLVV, Libellum Lexicographorum, Spectrum, Utrecht, 2006.
- M. Thelen en H. van der Vliet, Perspectieven voor de Nederlandse terminologie (Opstellen voor Willy Martin bij zijn afscheid als hoogleraar Lexicologie en Terminologie aan de Vrije Universiteit Amsterdam), VU University Press, Amsterdam, 2008.

### Vertaalwoordenboeken
In 1984, resp. 1986, verscheen de eerste druk van Van Dale, Groot Woordenboek Engels-Nederlands en Nederlands-Engels. Martin was er tot en met de derde druk in 1999, samen met Guy Tops, de hoofdredacteur van. Mede daardoor werd Van Dale niet alleen op het gebied van verklarende, maar ook op dat van vertalende woordenboeken een begrip. 
Willy Martin was in de periode 1993-2007 tevens voorzitter van de CLVV (Commissie Lexicografische Vertaalvoorzieningen), die tot doel had het vertaalwoordenboekenbeleid in Nederland en Vlaanderen met betrekking tot het Nederlands vorm te geven en te coördineren. Onder CLVV-toezicht werden een twintigtal tweetalige woordenboeken (met het Nederlands als bron- of doeltaal) gerealiseerd, waaronder Arabisch, Indonesisch, Russisch, Italiaans, Koreaans, Portugees, Grieks, Deens, Fins, Hongaars, Noors, Pools, Roemeens en Turks (zie Woordenboekenbeleid in Nederland en Vlaanderen, rapport NTU, 2004). Na zijn emeritaat in 2006 was Willy Martin van 2007 tot en met 2018 voorzitter van de Nederlands-Vlaamse Vereniging voor Nederlandstalige Terminologie (NL-TERM).
In 2011 verscheen ANNA, het Groot Woordenboek Afrikaans  en Nederlands (2258 pagina's), waaraan, onder zijn leiding, gedurende meer dan 10 jaar werd gewerkt en dat het eerste tweetalige woordenboek is dat twee (nauw verwante) talen tezamen, als één taal, behandelt (zie ook verder onder amalgamatiemodel).

### Taalmodellen
Tijdens zijn lange carrière werkte Martin ook aan verschillende lexicale taalmodellen. Het gaat hierbij niet om verklarende, maar om beschrijvende systemen waarmee o.a. taalvarianten of betekenisvariatie kunnen worden weergegeven (frames, subcategorisering) of waarmee lexica kunnen worden afgeleid (amalgamatiemodel, Hub-and-Spoke-model). Omwille van hun innoverend karakter volgt hieronder een korte vermelding.

#### Amalgamatiemodel
Een beschrijvingsmodel voor twee nauw verwante talen (bv. Afrikaans en Nederlands) waarbij de macrostructuur van beide talen geamalgameerd of geünificeerd wordt. Zo worden het Afrikaanse ‘robot’ en het Nederlandse ‘robot’ samen behandeld waardoor de gemeenschappelijke betekenis (‘automaat’) en de voor het Afrikaans unieke (‘stoplicht) samen (als één woord) voorkomen. Hierdoor zijn lexicale betekenisverschillen en -gelijkenissen meteen duidelijk. Zie de inleiding op het ANNA-woordenboek en Martin 2012a.

#### Hub-and-Spoke-model (Naaf-en-Spaak-model)
Systeem om de lexica van twee talen zo aan elkaar te koppelen dat ze ‘omkeerbaar’ zijn en koppelbaar aan andere. Daarvoor dient de koppeling op betekenisniveau te gebeuren en de relatie tussen de elementen vastgelegd, zodat er een calculus mee kan worden uitgevoerd. Met andere woorden: gegeven, bijvoorbeeld, Nederlands als ‘hub’ en Engels, resp. Frans als ‘spokes’ kan op basis van het systeem een koppeling tussen Frans en Engels worden afgeleid. 
Zie W. Martin, Lexicography, Lexicology, Linking and the Hub-and-Spoke-Model, in: W. Botha, ’n Man wat beur, WAT, Stellenbosch, 2003, 268-285. 

#### Subcategorisering voor intralinguale variatie
Model ter beschrijving van de verschillende soorten ‘Belgisch-Nederlands’, gaande van cultuurgebonden items (bv. arrondissementscommissaris) tot substandaard (bv. gazet). Zie Martin 2001c en 2010a. In het Handwoordenboek Nederlands (Spectrum, Houten) werd het model voor het eerst toegepast zowel op het Belgisch- als op het Nederlands-Nederlands. Zie de inleiding op de uitgave van 2014; het bestand kwam in samenwerking met W. Smedts tot stand. 

#### Frames
Frames zijn kennisrepresentatiemodellen. Ze gaan terug op onderzoek binnen de AI van o.a. Marvin Minsky. Martin gebruikt ze om lexicale betekenis te representeren en wijst op de vele toepassingsmogelijkheden en voordelen van een dergelijk systeem. Zie diverse artikelen hieronder vermeld en W. Martin, Frames as definition models for terms, in: 4th Infoterm Symposium, vol.II, Termnet, Wenen, 1998, 189-221.

### Literair werk
Na zijn emeritaat in 2006 debuteerde Martin als dichter met de bundel Voor de Gelegenheid (Academia Press, 2011), door Martin zelf ‘het kleinste, maar misschien wel mooiste boekje’ genoemd (64 pagina’s) dat hij in zijn lange en vruchtbare carrière heeft mogen maken. Hoewel hij als taalwetenschapper actief bleef, ruilde Martin vanaf die tijd de lexicologie voor de poëzie. Later verschenen nog drie bundels, namelijk: 
- (2015) Amalgaam (gedichten in het Afrikaans en in het Nederlands; samen met Carina van der Walt), uitgeverij IJzer, Utrecht.
- (2015) De Brabantse tweeling/Les jumeaux brabançons. Poëzie van Vlaams- en Waals-Brabanders in vertaling. Orde van den Prince, Waals-Brabant.
- (2020) De zomer ligt zoals een vrouw/L’été couché comme une femme (vertaling samen met Isabelle Bambust van 66 gedichten van Maurice Carême), Uitgeverij P, Leuven.

Daarnaast verschenen gedichten, vertalingen van gedichten en essays over poëzie in bloemlezingen en literaire tijdschriften als Awater, Ambrozijn, Deus ex machina, oote, oote, Hollands Maandblad, en Noord & Zuid. Martin is tevens hoofdredacteur van dat laatste tijdschrift. Als literair vertaler vertaalt hij vooral gedichten uit het Engels, het Afrikaans en het Frans. In de rubriek ‘Taal & Teken’ van de webstek van de cultuurkring Ambrozijn verschijnen ieder kwartaal gedichten van hem bij beelden van Marie-Thérèse De Clercq.

## Lidmaatschappen en onderscheidingen
Willy Martin is lid van de Koninklijke Zuid-Nederlandse Maatschappij voor Taal- en Letterkunde en Geschiedenis (Gent) en van de Maatschappij voor Nederlandse Taal en Letterkunde te Leiden.
Hij is lid van het Vlaams-Nederlands Genootschap Orde van den Prince.
Van 2000 tot 2007 maakte hij deel uit van de Erkenningscommissie Hoger Onderwijs (advisering bij nieuwe HO-opleidingen bij het Vlaamse Ministerie van Onderwijs).
Voor zijn taalwetenschappelijk werk kreeg hij in 2021 de eerste Simon Stevin-penning.

## Selectieve bibliografie
Voornaamste taalkundige publicaties in boekvorm
- (1970) Analyse van een vocabularium met behulp van een computer (AIMAV, Brussel).
- (1984-1986) Van Dale, Groot Woordenboek Engels-Nederlands en Nederlands-Engels (Van Dale Lexicografie, Utrecht/Antwerpen) (hoofdredacteur).
- (1988) Een kwestie van woorden, oratie (VU, Amsterdam).
- (2006a) Een kwestie van frames, afscheidsrede (VU, Amsterdam).
- (2006b) Over Woordenboeken (Het Spectrum, Utrecht/Antwerpen)
- (2008) Nederlands in hoger onderwijs & wetenschap? (essays) (Academia Press, Gent) (redactie samen met Albert Oosterhof, Jan Roukens en Els Ruijsendaal)
- (2011) Groot Woordenboek Afrikaans en Nederlands (ANNA) (Het Spectrum, Houten) (hoofdredacteur)
- (2015) Nadenken over terminologie (zeven opstellen over terminologiebeleid) (Academia Press, Gent)
- (2017) Vak-Taal (samen met Marcel Thelen, een bundeling van 32 essays van bekende Nederlanders en Vlamingen over hun relatie tot terminologie) (AUP, Amsterdam)

Taalkundige artikelen in vaktijdschriften, verschenen na 2000
- (2001a) A frame-based appraoch to polysemy, in: H.Cuyckens & B.Zawada, Polysemy in Cognitive Linguistics, Benjamins, Amsterdam, 57-81.
- (2001b) Lexical ambiguity by connotation, in: P. Boogaards, Quitte ou double sens, Rodopi, Amsterdam, 223-237.
- (2001c) Natiolectismen en hun lexicografische beschrijving, in: Les langues pluricentriques, 709-736.
- (2003) Definitions and collocations in dictionaries, in: Lexicographica, vol. 113, Niemeyer, Tübingen, 3-23.
- (2004) Simullda, The Hub-and-Spoke-model and frames or how to make the best of three worlds?, in: International Journal of lexicography, 175-187.
- (2005) Culturele identiteit en taalgebruik in Vlaanderen vanuit RBBN-perspectief, in: Z. Klimaszewska, Culturele identiteit in het nieuwe Europa, Warschau, 363-382.
- (2006a) In quest of a profile: portrait of a terminologist as a young sublanguage expert, in: P. ten Hacken, Terminology, Computing and Translation, Narr, Tübingen, 73-94.
- (2006b) Kleine talen maken het verschil, in: C. Balint, Het belang van kleine talen in een nieuw Europa, Budapest, 88-106.
- (2007) The lexicon is (a kind of) frame, in: L. Miyares, Actas X Simposio Internacional Comunicacion Social, Santiago de Cuba, 410-418.
- (2010a) Belgisch-Nederlands en Nederlands-Nederlands: bien étonnés de se trouver ensemble?, in: E. Hendrickx, Liever meer of juist minder, Academia Press, Gent, 111-130.
- (2010b) Het Nederlands als vaktaal, in: A. Oosterhof, Nederlands in Hoger Onderwijs en Wetenschap?, Academia Press, Gent, 115-126.
- (2012a) ANNA: a dictionary with a name (and what lies behind it), in: Lexikos, 22, 406-426.
- (2012b) Voorbij het woordenboek?, in: W. Honselaar, De strijd tussen grammatica en woordenboek, Pegasus, Amsterdam, 69-81.
- (2013) New developments in Dutch lexicography, in: R. Gouws e.a., Dictionaries, an international encyclopedia of lexicography, De Gruyter, Berlin, 1445-1455.
- (2014) De status van het Afrikaans in Zuid-Afrika en in de Nederlandssprekende landen, in: Tijdschrift voor Nederlands en Afrikaans, 21, 95-137.

- Bibsys: 90394433
- Bibliothèque nationale de France: cb135168903 (data)
- Digitale Bibliotheek voor de Nederlandse Letteren: mart041
- Gemeinsame Normdatei: 140139974
- International Standard Name Identifier: 0000 0000 8165 3812
- Library of Congress Control Number: n84126421
- Nationale Bibliotheek van Letland: 000128835
- Nationale Bibliotheek van Israël: 987007388781405171
- Nederlandse Thesaurus van Auteursnamen: 072075694
- Système universitaire de documentation: 035245999
- Virtual International Authority File: 92876707
- WorldCat: E39PCjybGtDWTKckKFgHPTdBpq